# Katsutoshi Naito
Katsutoshi Naito (Hiroshima, Japón, 25 de febrero de 1895-27 de septiembre de 1969) fue un deportista japonés especialista en lucha libre olímpica donde llegó a ser medallista de bronce olímpico en París 1924.

## Carrera deportiva
En los Juegos Olímpicos de 1924 celebrados en París ganó la medalla de bronce en lucha libre olímpica estilo peso pluma, tras los luchadores estadounidenses Robin Reed (oro) y Chester Newton (plata).